# هنريك هاينتز
هنريك هاينتز هو رسام مجري، ولد في 1896 في بودابست في المجر، وتوفي في 1955 في Szakcs ‏ في المجر.